# Battlefield 1942
Battlefield 1942 is een first-person shooter die gebaseerd is op de Tweede Wereldoorlog. Het spel werd in 2002 uitgebracht.

## Uiterlijk
De wapens, voertuigen en maps zijn goed te vergelijken met de wapens en veldslagen uit de Tweede Wereldoorlog. Voorbeelden van kaarten zijn: Operatie Market Garden, Bocage, Omaha Beach en El Alamein. Voorbeelden van voertuigen zijn: de Sherman Tank, de Tiger I Tank, de Spitfire, de Stuka en de Panzer IV.

## Online
Het spel is eigenlijk gericht op online spelen. Online spelen betekent dat de speler tegen andere spelers over de hele wereld speelt. Voordat een speler online gaat spelen, oefent hij of zij meestal eerst in singleplayer waar gevochten wordt tegen zogenaamde bots, dit zijn computergestuurde spelers. Door in verschillende niveaus (easy, medium, hard en impossible) te spelen tegen deze bots kan de speler oefenen. Om online te kunnen spelen heeft de speler natuurlijk wel een internetverbinding nodig. Om in een online battle te komen, moet de speler eerst verbinding maken met de server die dat gevecht controleert. Bij alle servers gelden regels waar de speler zich aan moet houden, anders wordt de speler uit de server gezet.

## Uitbreidingssets
Er zijn twee verschillende soorten uitbreidingssets:
- Officiële: de twee officiële uitbreidingssets zijn Road to Rome en Secret Weapons of WWII. Deze uitbreidingssets zijn een aanvulling op het assortiment van wapens uit de Tweede Wereldoorlog en bekende slagen. Dit zijn betaalde versies.
- Officieuze: de bekendste is Desert Combat. Deze is gratis te downloaden en geeft een heel andere aanvulling. Bij Desert Combat wordt gevochten in de mappen die er al waren, maar dan met moderne wapens, denk aan de T72-tank, de F-16 en de Apache. Zo'n niet-officiële uitbreiding wordt een mod genoemd. In de multiplayermodus zijn er ook nog extra mappen gemaakt. Nadat Desert Combat bijna was uitontwikkeld, werd deze verkocht aan Electronic Arts, dat Battlefield 2 ontwikkelde. Andere bekende mods zijn Pirates, Battlefield 1918 en Forgotten Hope. Deze laatste, meer dan 2 GB grote aanpassing, speelt zich net zoals de originele Battlefield 1942 af in de Tweede Wereldoorlog, maar probeert meer realisme aan het spel toe te voegen. Ook uit Forgotten Hope werd een uitbreiding gemaakt, die nog steeds aan het groeien is. Forgotten Hope: Secret Weapon speelt zich af tijdens de Tweede Wereldoorlog. Naast gerealiseerde wapens, worden hier ook geheime wapens gebruikt zoals de Heinkel He 111Z "Zwilling" en de Landkreuzer P1000 "Ratte". Deze mod heeft ten opzichte van Forgotten Hope nog meer mappen, wapens en effecten. Een andere veelgeprezen mod is EoD'42 (Eve of Destruction). Deze mod speelt zich af tijdens de oorlog in Vietnam en wordt nog steeds doorontwikkeld en regelmatig worden nieuwe maps en voertuigen toegevoegd.

## Kaarten
- Battle of Kursk
- Battle of Berlin
- Battle of Stalingrad
- Kharkov
- Omaha Beach
- Battle of the Bulge
- Bocage
- Operation Market Garden
- Battle of Britain
- El Alamein
- Tobruk
- Battle of Gazala
- Operation Battleaxe
- Operation Aberdeen
- Battle of Midway
- Wake Island
- Battle of Iwo Jima
- Battle of Guadalcanal
- Battle of the Coral Sea
- Invasion of the Philippines
- Liberation of Caen

- Road to Rome (uitbreidingspakket)
  - Monte Santa Croce
  - Battle of Monte Cassino
  - Battle of Anzio
  - Operation Husky
  - Operation Baytown

- Secret Weapons of WWII (uitbreidingspakket)
  - Eagle's Nest
  - Essen
  - Gothic Line
  - Hellendoorn
  - Peenemunde
  - Telemark
  - Kbely Airfield
  - Mimoyecques
  - Raid on Agheila

## Soundtrack
De soundtrack werd gecomponeerd door Joel Eriksson, een Zweedse componist.

## Trivia
- Het spel is opgenomen in het boek 1001 Video Games You Must Play Before You Die van Tony Mott.